# Lili Nabholz
Lili Nabholz (Solothurn, 31 december 1944) is een Zwitserse advocate en politica voor de Vrijzinnig-Democratische Partij uit het kanton Zürich.

## Biografie
Lili Nabholz studeerde rechten aan de Universiteit van Zürich en werd nadien advocate. Van 30 november 1987 tot 30 november 2003 was ze lid van de Nationale Raad. Tijdens haar parlementaire loopbaan was ze voorzitster van de commissies Justitie en Buitenlandse Zaken.

## Onderscheidingen
- Ida Somazziprijs (1981)[1]

- Base de données des élites suisses: 58049
- Zwitserse Bondsvergadering: 156